# Gleb Jewgenjewitsch Kotelnikow

Grabmal Kotelnikows auf dem Moskauer Nowodewitschi-Friedhof

Gleb Jewgenjewitsch Kotelnikow (russisch Глеб Евгеньевич Котельников; * 18. Januarjul. / 30. Januar 1872greg. in Sankt Petersburg; † 22. November 1944 in Moskau) war ein russischer Militär. Er erfand den Rucksack-Fallschirm.

## Leben
Sein Vater war Mathematiker und Physiker. 1894 graduierte er an der Militärakademie Kiew und war bis 1910 im Militärdienst. Danach träumte er von einer Schauspielerkarriere und ging wieder nach Sankt Petersburg.
Nachdem dort im September 1910 bei einer Luftshow der Pilot Lew Mazijewitsch mit seinem Flugzeug abstürzte, war Kotelnikow erschüttert und dachte über einen Fallschirm nach. Zuerst versuchte er, ihn in einem Helm unterzubringen. Der Fallschirm sollte einen Durchmesser von mindestens 7,5 Metern haben, passte damit aber nicht mehr in einen Helm.
Dann kam ihm die Idee mit dem Rucksack-Fallschirm und er baute zunächst einen metallenen Rucksack. Das Militär war jedoch skeptisch. Da die Tests mit einem Modell nicht überzeugend waren, baute er 1912 ein Modell in Originalgröße, das er RK-1 (russisch ранцевый, Котельникова, модель первая; Ranzewy, Kotelnikowa, Modell 1, deutsch Rucksack, Kotelnikows, Modell 1) nannte. Da die Militärs sich nun weigerten, ihn aus einem Flugzeug zu testen, probierte er ein Auto damit abzubremsen, was das Militär letztendlich überzeugte.

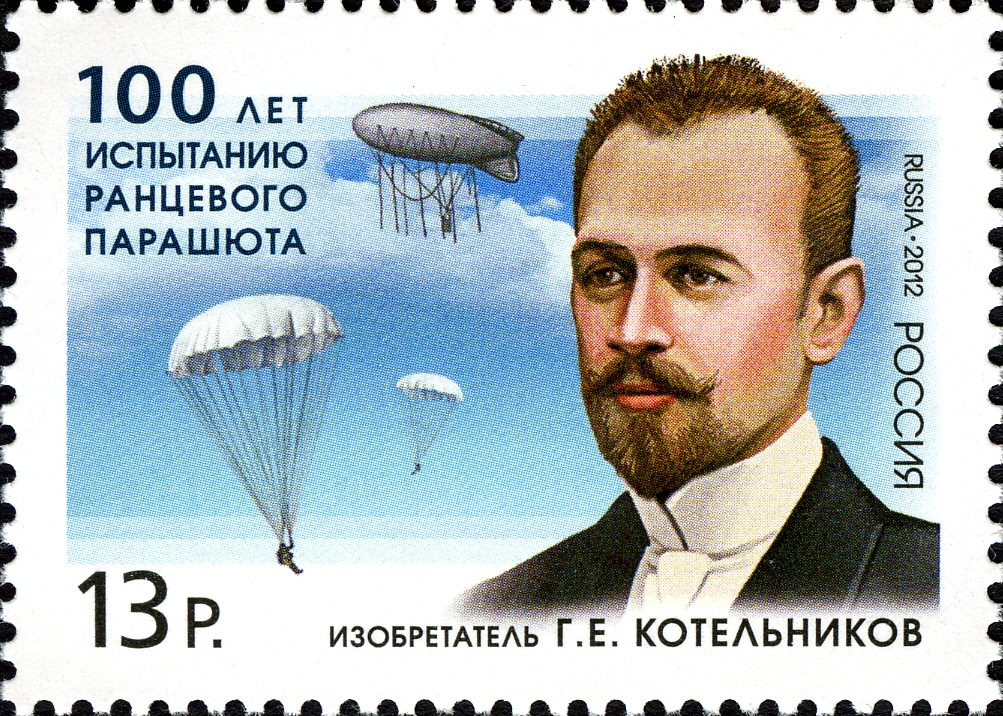
Kotelnikow auf einer russischen Briefmarke (2012)

Im Juni 1912 überlebte ein Testspringer in Salizi, nahe Gattschina, mehrere Absprünge aus einem Ballon aus verschiedenen Höhen. Am 9. Oktober wurde der erste Versuch aus einem Flugzeug gemacht. Im Januar 1913 präsentierte sein Geschäftspartner, Wilhelm Augustowitsch Lomach ihn bei einem Wettbewerb in Paris. Ein Student sprang mehrmals von einer 53 m hohen Brücke und landete sicher. Kotelnikow war bei dem Wettbewerb nicht anwesend und Lomach nutzte die Gelegenheit, die zwei Test-Fallschirme zu verkaufen. Ab Jahresmitte waren Kopien des RK-1 in Europa weit verbreitet.
Während des Ersten Weltkriegs entschied die Regierung doch, eine größere Zahl von RK-1 zu bestellen. 1923 modernisierte Kotelnikow den RK-1 zum RK-2 und ließ ihn patentieren. Der RK-3 von 1924 hatte einen elastischen Rucksack. Dieser und das Nachfolgemodell RK-4 bildeten die Grundausrüstung für die ersten Ende der 1920er Jahre in der Sowjetunion aufgestellten Fallschirmjägereinheiten. Später versuchte sich Kotelnikow an der Konstruktion von Lastfallschirmen.
Während des Zweiten Weltkriegs lebte Kotelnikow in Leningrad, wo er die Blockade überlebte. Er ging danach nach Moskau, wo er im November 1944 starb.
Kotelnikow war Träger des Ordens Roter Stern (1924).